# Susannah (film)
Pour les articles homonymes, voir Susannah.
Susannah (Susannah of the Mounties) est un film de William A. Seiter et Walter Lang avec Shirley Temple et Randolph Scott, sorti en 1939.

## Synopsis
Susannah (Shirley Temple) est la seule survivante d'un pillage de chariots par les Indiens. Les mounties (soldats canadiens à cheval) la prennent avec eux et un des mounties, l'inspecteur Montague (Randolph Scott) la prend en charge. Les indiens volent ensuite des chevaux et les mounties décident d'aller voir le chef de la tribu qui leur promet qu'il n'a rien fait dans cette histoire. Il laisse son fils Petit Chef aux mounties comme gage. Susannah essaye de devenir ami avec Petit Chef qui ne répond jamais que par un bruit incohérent. Susannah le quitte après que Petit Chef l'ait traîté de "papoose". L'inspecteur Montague conseille Susannah de revoir Petit Chef et celle-ci fait un pacte en fumant le calumet de la paix. Chose qui ne lui réussit pas très bien. À une soirée, l'inspecteur rencontre la fille du capitaine, Vicky Standing et en tombe amoureux. Il apprend avec Susannah quelques pas de danse et se rend compte avec désolation que Vicky part. Il est triste et Susannah est jalouse. Un jour alors qu'elle se promène avec Petit Chef à poney, Susannah découvre un des indiens de la tribu de Petit Chef, l'indien Peau de Loup qui vend à quelques soldats des chevaux. Un des soldats découvre que les chevaux sont les chevaux volés et prévient Peau de Loup que des soldats détruiront leur village. Petit Chef et Susannah décident de garder le secret. Ils ne le diront que plus tard, lorsque l'inspecteur Montague est pris par les Indiens et bientôt brûlé. Les indiens découvrant la méchanceté de Peau de Loup, libèrent l'inspecteur. Le film se termine un jour, Susannah, l'inspecteur et le Grand Chef ont décidé de fumer le calumet de la paix.

## Fiche technique
- Réalisation : Walter Lang, William A. Seiter
- Scénario : Robert Ellis, Walter Ferris, Fidel LaBarba, Helen Logan. Inspiré du roman de Muriel Dennison.
- Production : Darryl F. Zanuck (producteur), Kenneth Macgowan (producteur associé)
- Musique : R.H. Bassett, David Buttolph, Hugo Friedhofer, Charles Maxwell, Cyril J. Mockridge, David Raksin, Walter Scharf, Herbert W. Spencer
- Photographie : Arthur C. Miller
- Montage : Robert Bischoff
- Pays d'origine : États-Unis
- Format : 13.1
- Genre : Drama/Romatisme/Action
- Durée : 78 minutes
- Date de sortie : 1939
- Affiche : Roger Soubie (France)

## Distribution
- Shirley Temple : Susannah
- Randolph Scott : Inspecteur "Monty" Montague
- Margaret Lockwood : Vicky Standing
- Victor Jory : Wolf Pelt
- J. Farrell MacDonald : Patrick 'Pat' O'Hannegan

Acteurs non crédités
- Chief John Big Tree : Un chef indien
- Chief Thunderbird : Un chef indien